# Сітовець (Бидґозький повіт)
Сітовець (пол. Sitowiec, нім. Schanzendorf) — село в Польщі, у гміні Короново Бидґозького повіту Куявсько-Поморського воєводства.
Населення — 197 осіб (2011).
У 1975-1998 роках село належало до Бидгощського воєводства.

## Демографія
Демографічна структура станом на 31 березня 2011 року:
|          | Загалом | Допрацездатний вік | Працездатний вік | Постпрацездатний вік |
| -------- | ------- | ------------------ | ---------------- | -------------------- |
| Чоловіки | 102     | 20                 | 72               | 10                   |
| Жінки    | 95      | 16                 | 57               | 22                   |
| Разом    | 197     | 36                 | 129              | 32                   |